# 김범진 (배우)
우범진(1988년 6월 2일 ~ )은 대한민국의 배우이다.

## 연기 활동

### 드라마
- 2012년 SBS플러스 《그대를 사랑합니다》 - 종진 역
- 2016년 iHQ DRAMA 《1%의 어떤 것》 - 김다현의 맞선남 역
- 2016년 MBC 《아버님 제가 모실게요》
- 2018년 TV조선 《대군 - 사랑을 그리다》 - 어을운 역
- 2018년 채널A 《열두밤》 - 권기태 역
- 2018년 JTBC 《뷰티 인사이드》 - 한세계와 데이트하는 남자 역
- 2019년 KBS1 《여름아 부탁해》 - 이동욱 역
- 2019년 TV조선 《간택 - 여인들의 전쟁》 - 한모 역

### 영화
- 2012년 《차형사》
- 2012년 《음치클리닉》 - 선배 2 역
- 2012년 《모르는 사람》 - 공익요원 역
- 2016년 《시선》
- 2017년 《악녀》
- 2020년 《어서오시게스트하우스》 - 성민 역
- 2021년 《천사는 바이러스》 - 경찰 1 역

### 뮤직비디오
- 서로소리 - 별빛
- 김범수 - 애인있어요
- 김여희 - 밥먹자
- 빅스물 - 식어버린 커피